# Caroline Cejka
Caroline Cejka, née le 29 octobre 1985, est une coureuse d'orientation suisse.

## Carrière
Elle est médaillée de bronze en relais aux Championnats d'Europe de course d'orientation 2010 à Primorsko.